# Giuliano Segre
Giuliano Segre (Venezia, 28 aprile 1940) è un economista italiano.
Professore ordinario di economia in varie università italiane ed europee, ha operato con ruoli di responsabilità in enti finanziari e bancari e in organismi pubblici e privati, servendo inoltre come collaboratore di gabinetto in diverse azioni ministeriali.
Nel dicembre 1990 viene insignito della carica di Commendatore al merito della Repubblica italiana. 

## Biografia
Nasce a Venezia nei giorni della entrata in guerra dell’Italia e sopporta nella prima infanzia i rischi e i lutti delle persecuzioni razziali. Cresce dal 1945 a Torino, dove la famiglia si ricompone al termine della Seconda guerra mondiale. Vi resta fino alla maturità classica, per poi trasferirsi a Venezia dove si iscrive all’Università Ca' Foscari, per laurearsi nel 1966 con una tesi in Scienza delle finanze. Già durante gli anni universitari è attivo nella politica studentesca e riceve la nomina a rappresentante nazionale degli studenti in Economia, iniziando così la sua carriera politica che dagli anni '80 lo porta negli esecutivi di vari governi di pensiero socialista.
Iscritto all'albo come giornalista pubblicista dal 1982, ha collaborato per vari giornali quali Avanti!, Italia Oggi, MF e Milano Finanza, Il Sole 24 Ore, Corriere della Sera.  Dal 1986 in fasi successive è stato oggetto di protezioni alla persona.

### Vicende giudiziarie
A partire dal 1992 è stato coinvolto in cinque azioni giudiziarie dalle Procure di Venezia, Verona, Udine e Milano, come indagato o imputato in riferimento alle funzioni di amministratore di enti bancari o finanziari. Tutte le azioni giudiziarie si sono concluse per archiviazione o per sentenza positiva.

## Università
Nel 1968 vince il concorso a Ca’ Foscari come assistente ordinario e nel 1979-80 passa come professore straordinario all'Università degli studi di Roma "La Sapienza", dove ottiene la cattedra da ordinario, proseguendo nella personale ricerca fra teoria e azione politica di governo. Nel 1994 rientra a Venezia in Ca' Foscari rinunciando però ad ogni incarico accademico. Dal 2010 è in quiescenza da ruoli nella pubblica amministrazione, proseguendo per alcuni anni nell’insegnamento con diverse qualifiche in varie università tra cui la Erasmus Universiteit di Rotterdam (EUR), l'Université Libre di Bruxelles (ULB), l'Università Iuav di Venezia, la LUISS e la LUMSA di Roma. 
La produzione scientifica è inizialmente orientata verso i temi della finanza pubblica e dell'economia urbana: dai primi lavori su imposte e rischio, ai volumi sul governo e la finanza degli enti locali, agli studi in ambito urbanistico e sulla teoria della localizzazione; ha lavorato anche sui temi dell’economia monetaria e creditizia e ha pubblicato studi e analisi sulle fondazioni di origine bancaria, passando poi a trattare temi teorici dell’economia non profit.

### Politica
Dal 1980 ha svolto attività di segretariato tecnico direttamente per il Ministero delle Finanze, lavorando sulla tassazione immobiliare e sulla riforma del Catasto in Italia. Nel 1983 viene chiamato nel gabinetto del Presidente del Consiglio dei ministri e lavora nell'ufficio Affari economici fino al 1987 con responsabilità sulle questioni finanziarie e creditizie. 
Nel periodo 1988-89 viene chiamato al Ministero del Tesoro come consigliere sulle questioni di struttura del sistema creditizio. 
Nel 1992-93 è Consigliere economico del Presidente del Consiglio dei ministri. 
Nel 2004-05 collabora con il Ministero dei Beni e delle attività culturali come amministratore di Arcus spa. 
Nel periodo 2009-11 fa parte della Commissione tecnica paritetica per l'attuazione del federalismo fiscale (COPAFF) per designazione del Ministero della Pubblica amministrazione. 

### Banca e finanza
Nel 1981 viene nominato vicepresidente dalla Cassa di Risparmio di Venezia della quale, nel 1987, diviene presidente fino al settembre 1993, quando si dimette raggiunto da un provvedimento giudiziario. 
In ambito finanziario a partire dal 1981 è stato componente di consigli di amministrazione di enti creditizi e finanziari pubblici e privati, ricoprendo per alcuni di essi, operativi nel settore del leasing o del factoring, la carica di presidente. 
Nel tempo ha assunto diverse cariche societarie, sempre in ambito economico-finanziario, anche in società dei maggiori gruppi economici italiani (Eni, Imi, Gemina; Axa; Simest); dal luglio 2013 al dicembre 2019 è stato componente del collegio sindacale di SACE spa.

### Fondazioni e attività culturali
Viene più volte nominato negli organismi rappresentativi nazionali e internazionali delle fondazioni di origine bancaria e in rappresentanza di queste dal 2006 al 2008 è presidente del Comitato di indirizzo della Cassa Depositi e Prestiti. 
Dal giugno 1992 al luglio 2015 è presidente della Fondazione di Venezia. 
Dal marzo 2016 è presidente della fondazione di partecipazione Venezia 2000, operativa nell’ambito dei beni e delle attività culturali. 
Dall’aprile 2019 è componente del Consiglio di amministrazione di Civita Mostre e Musei spa di Roma.

## Opere
Struttura e crisi dell’economia veneta, a cura di G. Segre e R. Brunetta, Marsilio, Venezia, 1977
Governo locale, autonomia, dipendenza finanziaria, FrancoAngeli, Milano, 1979
Governo regionale e amministrazione locale, a cura di G. Segre e A. Vigneri, Marsilio, Venezia, 1980
Finanza locale e informatica, FrancoAngeli, Milano, 1981
Fondazioni senza fondatore. Relazione alla XXXIX riunione scientifica annuale delle Società Italiana degli Economisti (ottobre 1998), in L. Filippini, Economia delle fondazioni, Il Mulino, Bologna, 2000, pp. 199-232
Il profitto capovolto, Marsilio, Venezia, 2006
Il profitto capovolto: epistemologia del non profit, in "Rivista di diritto finanziario e scienza delle finanze", LXV, n. 4, 2006, pp. 638-657
Pensiero economico e beni culturali, Marsilio Editori, Venezia, 2009 – rielaborazione con DVD di “La cultura è davvero un fattore della produzione”, in Il Risparmio (LVI), n. 1, 2008, pp. 5-22;
Una nuova lettura di Venezia, in OECD Territorial Reviews, Rapporto su Venezia Metropoli, OECD-Marsilio, Parigi-Venezia, 2010, pp. XIII-XVI
Venezia metropoli: un prodotto letterario ancora da realizzare, in "Urbanistica Dossier", n.12, luglio 2017, pp. 29-33